# PARP4
La poly(ADP-ribose) polymérase 4 (PARP4) est une enzyme de la famille des poly(ADP-ribose) polymérases (PARP) codée chez l'homme par le gène PARP4 sur le chromosome 13.
Cette glycosyltransférase possède un site actif semblable à celui des autres PARP mais sans extrémité N-terminale susceptible de se lier à l'ADN en activant l'activité catalytique de l'extrémité C-terminale de la protéine.
On a par ailleurs établi que la PARP4 interagit avec les protéines de voûte majeures,, constituant ainsi l'une des deux protéines de voûte mineures, souvent désignée par VPARP, composant les organites appelés voûtes.